# 姚南仲
姚 南仲（よう なんちゅう、730年 - 803年）は、唐代の官僚・政治家。本貫は華州下邽県。

## 経歴
乾元初年、制科に登第し、太子校書郎に任じられた。高陵・昭応・万年の3県尉を歴任した。右拾遺となり、右補闕に転じた。大暦10年（775年）に貞懿独孤皇后が死去すると、代宗は哀惜してやまず、長安の近くに陵墓を建造し、朝に夕に陵墓を参拝していた。大暦13年（778年）、南仲は上疏してこれを諫めた。
南仲は宰相の常袞と仲が良く、大暦14年（779年）に常袞が失脚すると、南仲も連座して海塩県令に左遷された。浙江東西道観察使の韓滉に召し出されて推官となり、殿中侍御史・内供奉に任じられ、支使をつとめた。ほどなく長安に召還され、兵部員外郎となった。兵部郎中に進み、御史中丞・給事中・同州刺史・陝虢観察使を歴任した。
貞元15年（799年）、李復に代わって鄭滑節度使となった。監軍の薛盈珍が権勢をたのんで滑州の軍政を掌握し、南仲はたびたび薛盈珍の讒言を受けて、徳宗に疑われていた。貞元16年（800年）、薛盈珍は小使の程務盈を派遣して、南仲の隠し事を誣告上奏しようとした。南仲の裨将の曹文洽もまた南仲を弁護する上奏を届けるべく長安に向かっていた。曹文洽は薛盈珍の上表の内容を察知すると、長楽駅で程務盈に追いついて同宿した。夜半に程務盈を殺害して、薛盈珍の上表文を厠の中に沈めて、自殺した。翌日、駅吏が流血の現場を発見して調査すると、2通の上表文を発見し、1通は南仲を告発し、1通は南仲の冤罪を訴えるものであった。徳宗はこのことを聞くと、南仲の入朝を求めた。薛盈珍が軍政を混乱させているのかと徳宗が訊ねると、南仲は「盈珍が軍政を混乱させているのではありません。臣が自ら陛下の法を貶めているだけです。盈珍のような輩がいたからといって、羊やヤマナシはまた生まれるでしょう」と答えた。徳宗は黙然として久しかった。南仲は尚書右僕射に任じられた。貞元19年（803年）7月、在官のまま死去した。享年は74。太子太保の位を追贈された。諡は貞といった。

## 伝記資料
- 『旧唐書』巻153 列伝第103
- 『新唐書』巻162 列伝第87